# Gran Castilla

Provincias españolas con representantes del Partido Republicano Federal firmantes del Pacto Federal Castellano, sobre la división territorial de España en 1833

Gran Castilla es un término empleado por una parte del castellanismo como marco de afirmación territorial, con justificación en los representantes provinciales del Partido Republicano Federal firmantes del Pacto Federal Castellano de 1869, correspondientes a 17 provincias españolas: esto es, las provincias de Albacete, Ávila, Burgos, Ciudad Real, Cuenca, Guadalajara, León, Logroño (en la actualidad, La Rioja), Madrid (en la actualidad, la Comunidad de Madrid), Palencia, Salamanca, Santander (en la actualidad, Cantabria), Segovia, Soria, Toledo, Valladolid y Zamora.